# Sinai Schiffer

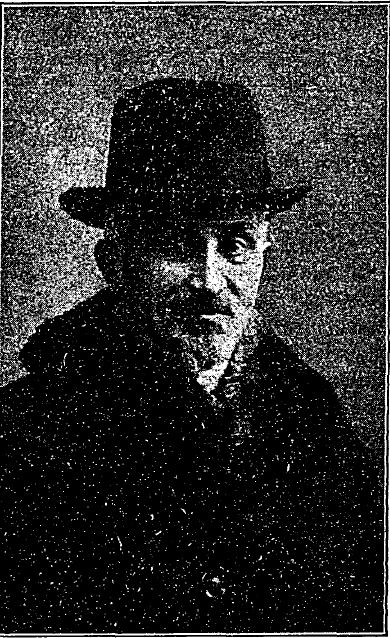
Rabbi Sinai Schiffer, um 1905

Sinai Schiffer (* 17. November 1852 in Námesztó, Ungarn; † 25. Oktober 1923 in Karlsruhe) war ein ungarisch-deutscher Rabbiner der Israelitischen Religionsgesellschaft in Karlsruhe, Pädagoge und Experte für jüdisches Recht.

## Leben und Werk
Sinai Schiffer (hebräisch סיני בן יקותיאל זאב שיפפער), Sohn des Rabbiners Jekutiel Se'ew Schiffer und der Hadassa, stammte aus einer Familie von Tora-Gelehrten aus der nördlichen Slowakei (damals Ungarn). Nach dem frühen Tod seines Vaters übersiedelte Sinai nach Niepołomice, dann – noch im frühen Kindesalter – zu seinem Onkel Emanuel Deutsch, bei dem er die Anfangsgründe von Tora und Talmud lernte. Mit 17 Jahren kam er auf die Jeschiwa in Preßburg, wurde ein Schüler des renommierten Ksav Sofer und arbeitete kurze Zeit als Erzieher bei einer Familie in Rawitsch. 1872 bis 1875 besuchte er die Unterrichtsanstalt des Sefath-Emeth-Vereins in Berlin, noch im selben Jahr wurde er am Berliner Rabbinerseminar unter der Leitung von Esriel Hildesheimer aufgenommen. Nachdem er 1877 die dortige Gymnasialabteilung durchlaufen hatte, studierte er bis Wintersemester 1880/81 an der Berliner Universität Philosophie, Pädagogik und orientalische Sprachen. Gleichzeitig besuchte Sinai Schiffer weiter das Rabbinerseminar, wo er im Mai 1881 das Examen für die Semicha mit „glänzend“ abschloss. Kurz darauf wurde er in Hannover zum Stiftsrabbiner ernannt, zum 1. Januar 1884 zum Rabbiner der neu-orthodoxen Israelitischen Religionsgesellschaft in Karlsruhe berufen. 1884 wurde er mit einer Arbeit über das Buch Kohelet an der Universität Leipzig promoviert.
1886 heirateten Dr. Schiffer und Paula Esther (Perl) geborene Herzmann aus dem galizischen Żurawno. Drei Töchter entstammten der Ehe: Dr. phil. Tzippora Lieben (* 1887), Röschen (Rejsl) Adler (* 1890) und Dr. med. Martha Weil (* 1893).
Rabbiner Schiffer, der das Amt des Rabbinatsrichters ausübte, veröffentlichte unter anderem Biografien über Moses Montefiore und Moses Mendelssohn, Responsen und Rechtsgutachten auf dem Gebiet der Halacha. Er befasste sich mit gesellschaftlichen Fragen der Zeit und galt als große rabbinische Autorität der Neuorthodoxie im Geiste des Samson Raphael Hirsch.
An einem nebligen Herbstmorgen, am 25. Oktober 1923 in aller Frühe, wurde er auf dem Weg von der Wohnung in der Waldhornstraße zur Synagoge von einer zu spät bemerkten Straßenbahn zu Boden geworfen und verstarb noch am selben Abend. Am kommenden Tag, einem Freitag, wurde er noch vor Schabbat-Beginn auf dem Neuen Friedhof seiner Gemeinde in Karlsruhe feierlich beerdigt.
Aus einer Stiftung Rabbi Schiffers ging der Israelitische Kindergarten-Verein in Karlsruhe hervor, der bis 1938 in eigenen Räumen in der Karl-Friedrich-Straße 16 religiöse Kindergartenerziehung im Einklang mit Fröbel und Montessori für Kinder aller Richtungen anbot. „Sein ganzes Leben war ein erhabener Traum von allen Guten und Heiligen“, so heißt es in einem Nachruf.

## Werke (Auswahl)
- Das Buch Kohelet im Talmud und Midrasch. Hannover, 1884. VIII, 140 S. Zugl. Leipzig, Univ., Diss., 1884. VII, 140 S.
- Die Pirke Aboth und ihre Verwerthung für den Religionsunterricht. – Frankfurt a. M.: Kaufmann, 1895. 16 S.
- Die Ausübung der Mezizoh: Referat, erstattet in d. Generalversammlung d. Rabbiner-Kommission d. "Freien Vereinigung f. d. Interessen d. orthodoxen Judentums" am 7. Juni 1906 in Frankfurt a. M. – Frankfurt a. M.: Golde, 1906. 28 S.
- Die Feuerbestattung vom Standpunkte der Halacha. Frankfurt a. M.: Golde, 1912. 27 S.
- Talmudische Miscellen. In: Jeschurun (Neue Folge). 3. Jg. 1916, S. 165–169 Online-Version (PDF; 4,9 MB)
- Sitri u’magini [dt.: Mein Schutz und mein Schild]. – Tyrnau/Karlsruhe: Rabinowitz, 1932. 112 S.

## Abgrenzung
Ein Orientalist ähnlichen Namens wird in Literatur bzw. Bibliografien gelegentlich mit Rabbiner Schiffer verwechselt: Sina Schiffer, geb. 1878, Sohn des Jonas Schiffer aus Wadowice, schrieb 1908 in Leipzig seine Dissertation über die Geschichte der Aramäer und war in Paris tätig.